# China Salt
China Salt est une entreprise publique chinoise produisant et régulant la distribution du sel. Elle est fondée en 1950 et basée à Pékin. Elle possède jusqu'en 2014, le monopole sur le sel en Chine.